# Imolese Calcio 1919
Imolese Calcio 1919, zkráceně jen Imolese je italský klub hrající v sezoně 2024/25 4. italskou fotbalovou ligu, sídlící ve městě Imola v regionu Emilia-Romagna.
I když fotbal do Imoly dorazil v roce 1914, díky studentovi Pierovi Toshim, první klub byl založen v roce 1919 jako Imola Football Club. V roce 1925 se klub sloučil s jiným městským klubem Unione Sportiva Imolese. V sezoně 1940/41 hráli již ve třetí lize, kde zůstali hrát kromě jedné sezony do roku 1950. Poté sestoupili do regionálních soutěží a do sezony 1968/69 hrály nejvýše ve čtvrté lize. Poté tři roky hrály třetí ligu, ale poté opět sestupovali do regionálních soutěží. Postup do čtvrté ligy slavili v sezoně 1998/99, když se stali vítězové své soutěže. Do sezony 2004/05 ji hrály, jenže poté přišel finanční krach a byly ze soutěže vyloučeni. V létě téhož roku vznikl klub nový a to Imolese Calcio 1919. Za dva roky přišel další krach, ale i tak se zrodil nový klub se stejným názvem. Od sezony 2018/19 hrají ve třetí lize.
Nejlepší umístění ve třetí lize bylo 3. místo v sezoně 2018/19.

## Změny názvu klubu
- 1919/20 – 1924/25 – Imola FC (Imola Football Club)
- 1925/26 – 1935/36 – US Imolese (Unione Sportiva Imolese)
- 1936/37 – 1947/48 – GS Imolese "Francesco Zardi"(Gruppo Sportivo Imolese "Francesco Zardi")
- 1948/49 – 1962/63 – GS Imolese (Gruppo Sportivo Imolese)
- 1963/64 – 1989/90 – AC Imola (Associazione Calcio Imola)
- 1990/91 – 1996/97 – AS Imola Calcio(Associazione Sportiva Imola Calcio)
- 1997/98 – 2004/05 – AC Imolese (Associazione Calcio Imolese)
- 2005/06 – Imolese Calcio 1919(Imolese Calcio 1919)

## Získané trofeje

### Vyhrané domácí soutěže
- 4. italská liga (1x)

1968/69

## Účast v ligách
| Úroveň soutěže | Název soutěže (nynější název) | První hraná sezona | Poslední hraná sezona | celkem odehraných sezon |
| -------------- | ----------------------------- | ------------------ | --------------------- | ----------------------- |
| 3              | Serie C                       | 1940/41            | 2022/23               | 15                      |
| 4              | Serie D                       | 1948/49            | 2024/25               | 29                      |
| 5              | Eccellenza                    | 1978/79            | 2013/14               | 14                      |

## Trenéři

### Známí trenéří v klubu
- Amedeo Biavati (1949–1950)
- Alessio Dionisi (2018–2019)